# Ossining (villaggio, New York)
Ossining è un villaggio statunitense della Contea di Westchester dello Stato di New York. Pur appartenendo alla città di Ossining, ha uno status censuario proprio.

## Storia
Nel villaggio, bagnato del fiume Hudson, è sito il famoso penitenziario americano di Sing Sing. In effetti, fino al 1901, il villaggio era noto con il nome di Sing Sing. Cambiò nome per evitare lo stigma dell'associazione con il noto penitenziario, il quale per altro è di gran lunga il primo datore di lavoro del villaggio.